# Municipio de Swatara (condado de Lebanon)
El municipio de Swatara  (en inglés: Swatara Township) es un municipio ubicado en el condado de Lebanon en el estado estadounidense de Pensilvania. En el año 2000 tenía una población de 3.941 habitantes y una densidad poblacional de 71.9 personas por km².

## Geografía
El municipio de Swatara se encuentra ubicado en las coordenadas 40°30′16″N 76°30′59″O / 40.50444, -76.51639.

## Demografía
Según la Oficina del Censo en 2000 los ingresos medios por hogar en la localidad eran de $43,109 y los ingresos medios por familia eran $45,459. Los hombres tenían unos ingresos medios de $32,091 frente a los $21,968 para las mujeres. La renta per cápita para la localidad era de $20,440. Alrededor del 5,7% de la población estaban por debajo del umbral de pobreza.